# Skrajna Świnkowa Szczerbina
Skrajna Świnkowa Szczerbina (słow. Štrbina pred Bránou, Štrbina za Svinkou, niem. Vordere Swinkascharte, Vordere Hahnenkammscharte, węg. Elülső Szvinkacsorba, Elülső Tarajoscsorba) – wąska przełęcz znajdująca się w dolnej części południowo-wschodniej grani Świnki w słowackich Tatrach Wysokich. Jest wysuniętą najdalej na północny zachód z trzech przełączek w górnym odcinku Bździochowej Grani pomiędzy kopułą szczytową Kołowego Szczytu na południowym wschodzie a Świnką na północnym zachodzie. Dwie pozostałe to – kolejno od wierzchołka Kołowego Szczytu – Zadnia Świnkowa Szczerbina i Wyżnia Bździochowa Brama.
Stoki południowo-zachodnie opadają z grani do Doliny Czarnej Jaworowej. Na północ od Wyżniej Bździochowej Bramy znajduje się Bździochowa Kotlina – górne piętro Doliny Kołowej. Pod samym siodłem w ścianie wyróżnia się długi komin z trzema progami, z których największy jest położony najwyżej.
Na przełęcz nie prowadzą żadne szlaki turystyczne. Najdogodniejsza droga dla taterników wiedzie z Doliny Czarnej Jaworowej, wejście od północy z Doliny Kołowej jest miejscami bardzo trudne (IV w skali UIAA) i prowadzi przez tereny z kruchą skałą.
Pierwsze wejścia:
- letnie – Antoni Jakubski, Adam Konopczyński i Stanisław Szulakiewicz, 13 sierpnia 1908 r., przy przejściu granią,
- zimowe – Lubomír Šrámek, Zdeněk Záboj i Václav Zachoval, 31 marca 1948 r., przy przejściu granią[1].

Czasami przełęcz jest po polsku niepoprawnie nazywana Szczerbiną przed Bramą.